# NGC 4262
NGC 4262 este o galaxie lenticulară situată în constelația Părul Berenicei. A fost descoperită în 1784 de către William Herschel. Se află la o distanță de 16,6 megaparseci de Pământ.